# Azorelloideae
Azorelloideae es una subfamilia de plantas con flores perteneciente a la familia Apiaceae.

## Géneros
Según wikispecies
- Azorella - Bolax - Bowlesia - Dichosciadium - Diplaspis - Diposis - Drusa - Eremocharis - Homalocarpus - Huanaca - Klotzschia - Gymnophyton - Laretia - Mulinum - Oschatzia - Pozoa - Schizeilema - Spananthe - Stilbocarpa

Según NCBI
- Asteriscium - Azorella - Bolax - Bowlesia - Dichosciadium - Dickinsia - Diplaspis - Diposis - Domeykoa - Drusa - Eremocharis - Gymnophyton - Homalocarpus - Huanaca - Klotzschia - Laretia - Mulinum - Oschatzia - Pozoa - Schizeilema - Spananthe - Stilbocarpa